# 7648 Tomboles
7648 Tomboles este un asteroid din centura principală, descoperit pe 8 octombrie 1989, de Yoshikane Mizuno și Toshimasa Furuta.